# Hélène Vida
Pour les articles homonymes, voir Vida.
 (janvier 2009).
Si vous disposez d'ouvrages ou d'articles de référence ou si vous connaissez des sites web de qualité traitant du thème abordé ici, merci de compléter l'article en donnant les références utiles à sa vérifiabilité et en les liant à la section « Notes et références ».
Hélène Vida, née Jacqueline Glukmann,  aussi connue comme Hélène Vida-Liebermann,, est une journaliste et animatrice de radio française, née le 24 juin 1938, à Paris (12e arrondissement) et morte le 24 mai 2015 à Berlin. Elle travaille dans les années 1970 à Radio Monte Carlo et Antenne 2, où elle est la première présentatrice d'un journal télévisé en France avant Christine Ockrent. Épouse du musicien Rolf Liebermann, elle passe la majeure partie de sa vie en Allemagne.

## Biographie
Comédienne en panne de rôles, Hélène Vida est engagée par Radio Monte Carlo (RMC) en tant que speakerine pour lire des messages publicitaires radiophoniques. De 1972 à 1975, elle y anime e. a. À mi-voix, une émission au cours de laquelle elle s'entretient avec des hommes politiques. En 1976, elle publiera Mes hommes politiques, un recueil de huit de ses entretiens avec Jacques Chirac, Michel Debré, Edgar Faure, Olivier Guichard, Georges Marchais, François Mitterrand, Michel Poniatowski et Jean-Louis Servan-Schreiber.
Après avoir quitté RMC, elle devient la première femme à présenter le journal télévisé du soir en France, : elle présente le Journal de 20 heures d'Antenne 2 en 1976 en remplacement des titulaires pendant leurs congés.
En 1985, elle épouse le musicien, compositeur et chef d'orchestre suisse Rolf Liebermann,. Elle écrit le livret de La Forêt, le dernier opéra composé par son époux,.
Proche d'Helmut Schmidt, elle est membre de la Freitagsgesellschaft (de), d'un cercle d'intellectuels, d'artistes et de personnalités politiques se réunissant le vendredi soir autour de l'ancien chancelier ouest-allemand dans sa maison à Hambourg,.
Hélène Vida meurt le 24 mai 2015 à Berlin à l'âge de 76 ans.

## Œuvres
- [Vida 1976] Hélène Vida (préf. de Marcel Jullian), Mes hommes politiques : à mi-voix... avec Chirac, Debré, Faure, Guichard, Marchais, Mitterrand, Poniatowski, Servan-Schreiber (recueil d'entretiens diffusés sur Radio Monte-Carlo de 1972 à 1975), Paris, P. Belfond, 1976, 1re éd., 1 vol., 187-[6], 24 cm (ISBN 2-7144-1080-4, EAN 9782714410801, OCLC 3839487, BNF 34702653, SUDOC 01854617X).
- [Delfo, Libermann et Vida 1987] Gilbert Delfo (mise en scène), Rolf Liebermann (composition musicale) et Hélène Vida (livret), La Forêt (d'après la comédie d'Alexandre Ostrovski), 1987 (BNF 39480556).